# Тулиська
Тулиська (пол. Tuliska) — село в Польщі, у гміні Щавін-Косьцельни Ґостинінського повіту Мазовецького воєводства.
Населення — 42 особи (2011).
У 1975-1998 роках село належало до Плоцького воєводства.

## Демографія
Демографічна структура станом на 31 березня 2011 року:
|          | Загалом | Допрацездатний вік | Працездатний вік | Постпрацездатний вік |
| -------- | ------- | ------------------ | ---------------- | -------------------- |
| Чоловіки | 20      | 6                  | 12               | 2                    |
| Жінки    | 22      | 7                  | 10               | 5                    |
| Разом    | 42      | 13                 | 22               | 7                    |